# Bogofilter
Bogofilter je software na filtrování elektronické pošty od spamu, založený na rozdíl od náročnějších systémů pouze na statistické metodě. Je určený pro operační systémy Linux a BSD.
Funkčnost programu předpokládá naplnění databáze slov v interním slovníku elektronickou poštou, zvlášť poštou označenou jako spam, zvlášť poštou označenou jako nespam.